# 769 Tatjana

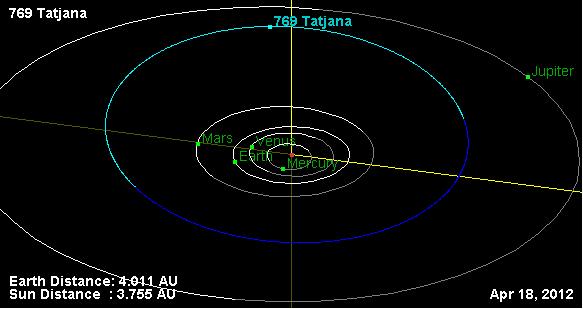
Órbita do asteroide 769 Tatjana e sua posição no sistema solar

Tatjana (asteróide 769) é um asteróide da cintura principal com um diâmetro de 106,44 quilómetros, a 2,594288 UA. Possui uma excentricidade de 0,1826426 e um período orbital de 2 065,42 dias (5,66 anos).
Tatjana tem uma velocidade orbital média de 16,71820516 km/s e uma inclinação de 7,35992º.
Esse asteróide foi descoberto em 6 de Outubro de 1913 por Grigory Neujmin.